# 泰特伯里
泰特伯里（Tetbury）是英格蘭格洛斯特郡科茨沃爾德地區的一個小鎮和民政教區。據2001年英國人口普查，泰特伯里有人口5,250人。2011年時增加到5,472人。在中世紀，泰特伯里是科茨沃爾德地區重要的羊毛和紗線市場。

## 友好城市
- 法國 安德尔河畔沙蒂永